# لهستان در المپیک تابستانی ۱۹۸۸
لهستان در بازی‌های المپیک تابستانی ۱۹۸۸ که در شهر سئول کره جنوبی برگزار شد، کاروان لهستان با ۱۴۳ ورزشکار در این رقابت‌ها شرکت کرد و موفق به کسب ۱۶ مدال (۲ طلا، ۵ نقره، ۹ برنز) شد. در جدول رتبه‌بندی توزیع مدال‌ها، لهستان در ردهٔ ۲۰ مسابقات قرار گرفت.